# スギ薬局
株式会社スギ薬局（スギやっきょく）は、愛知県大府市に本社を置く日本の薬局・ドラッグストアチェーン。現在の法人はスギホールディングス株式会社（英: Sugi Holdings Co., Ltd.、旧・株式会社スギ薬局）の完全子会社。

## 概要
他のドラッグストアと同様に薬だけではなく、化粧品・日用品・食品・アルコール飲料なども取り扱っている。店名は、調剤を行っている店舗は「スギ薬局」、調剤を行っていない店舗は「スギドラッグ」「ドラッグスギ」として区別でき、調剤設備だけある店舗も存在する。処方箋による調剤を行っている店舗や調剤を行っていない店舗でも薬剤師が常駐している店舗では、薬剤師による販売を義務付けている第一類医薬品の取扱いのある店舗がある。
社名の“スギ”は、創業者の苗字の「杉浦」と「杉の木」から採用した。コーポレートコピーは「ちゃんとあなたと関係したい」。
なお、似た名称で同じドラッグストア業態のスギヤマ薬品があり、また創業者と同姓の杉浦薬品があったが、ともに東海地方地盤とはいえ、両者とスギ薬局との資本的・人的関係は全くない。
社是は「親切・誠実・信頼」である。

## 沿革

### 年表
- 1976年12月 - 愛知県西尾市下町にて、杉浦広一・杉浦昭子夫妻がスギ薬局創業[7]。
- 1982年3月8日 - 株式会社スギ薬局を設立[4][7]。
- 1997年1月 - 本社を西尾市から安城市二本木町二ツ池33番地5に移転[7]。
- 1998年7月 - 愛知県日進市にスギ薬局日進物流センターが稼動[7]。
- 2000年
  - 1月11日 - ジャスコ株式会社（現・イオン）[8]・株式会社ツルハと資本・業務提携。イオン・ウエルシア・ストアーズ（現・ハピコム）に加盟。
  - 6月 - 大阪証券取引所ナスダック・ジャパン市場（現・ジャスダック）に上場[4]。
- 2001年8月 - 東証・名証の各第一部に上場[4][7]。
- 2003年3月14日 - 大証ヘラクレスの上場廃止[4]。
- 2005年
  - 10月 - 本社の住居表示が安城市三河安城町一丁目8番地4に変更。[7]。
  - 12月2日 - 大阪府のディスカウントストア・株式会社ジャパンを、新株予約権の行使により子会社化（50.2%）[4][7]。
- 2006年
  - 3月31日 - イオン・ツルハとの資本・業務提携を解消[9]。
  - 9月1日 - ヤオコーの子会社である株式会社日本アポックよりドラッグストア部門の事業譲渡を受ける[7]。
- 2007年
  - 3月1日 - 子会社の株式会社ジャパンを株式交換により完全子会社化[4][7]。
  - 9月3日 - 群馬県のドラッグストア飯塚薬品の株式85.6%を取得し、連結子会社化[4][7]。
- 2008年
  - 2月29日 - 債務超過となる見込みの（旧）飯塚薬品を再建するため、同社が新設分割で完全子会社の（新）飯塚薬品株式会社を設立した後、（新）飯塚薬品株式会社の全株式を株式会社スギ薬局が取得し完全子会社化[4][7]。
  - 9月1日 - 持株会社体制移行により、スギホールディングス株式会社に社名変更。新設分割により、株式会社スギ薬局、スギメディカル株式会社の完全子会社2社を設立[4][7]。
- 2009年6月1日 - スギスマイル株式会社を設立[7]。
- 2011年
  - 2月1日 - スギ薬局が飯塚薬品を吸収合併[4][7]。
  - 5月31日 - スギメディカルが保有する子会社3社（スギ生物化学研究所、スギメディカルリサーチ、スギメディカルサポート）の全株式を治験事業で国内最大手のシミック（現・シミックホールディングス）に譲渡[4][7]。
  - 9月1日 - 一般財団法人杉浦地域医療振興財団を設立[7]。
- 2013年3月1日 - スギ薬局を継承会社とする吸収分割を実施し、株式会社ジャパンのディスカウント型ドラッグストア事業をスギ薬局が継承。分割後の株式会社ジャパンは、親会社であるスギホールディングスが吸収合併[4][7][10]。
- 2016年
  - 1月13日 - スギホールディングスとスギ薬局が同年8月に愛知県大府市に物流センターを新設・本社を移転すると発表[11]。
  - 7月 - 新社屋および物流センターの「大府センター」が竣工[7]。
  - 9月 - 安城市から大府センター内に本部を移転[7]。
- 2017年
  - 11月17日 - 葛の花から抽出したイソフラボンを含む機能性表示食品を摂取さえすれば、あたかもやせるような広告をしていたとして、景品表示法違反（優良誤認）で消費者庁から再発防止の措置命令を受ける[12]。
- 2019年
  - 6月1日 - 株式会社ココカラファインとの経営統合に向けた検討を発表[13]。
  - 8月14日 - ココカラファインとの経営統合の破談を発表[14]。ココカラファインは、最終的にマツモトキヨシホールディングスと経営統合することとなった[15]。
- 2020年11月25日 - 台湾のドラッグストアチェーンGreat Tree Pharmacy社と業務提携[16]
- 2021年
  - 5月19日 - 代表取締役社長に、杉浦広一の長男、杉浦克典が就任。
  - 7月 - スギ薬局がベトナムで薬局併設型ドラッグストアを運営するオミケア社 (Omicare Joint Stock Company) と業務提携[17]。
- 2022年
  - 2月21日 - 通信販売事業などを行う株式会社スクロールと業務提携契約を締結[18]。
  - 4月1日 - ドラッグストアのプライベートブランドにおいて初となる、ジェンダーニュートラル化粧品の新ブランド「プリエクラU」を発売[19]。
  - 6月1日 - 子会社の株式会社Sトレーディングが渡辺貿易株式会社の全株式を取得し、子会社化[20]。
- 2023年
  - 3月30日 - 調剤大手のさくら薬局グループと業務提携契約を締結[21]。
  - 7月3日 - 日本ホスピスホールディングス株式会社との資本業務提携により、同社の株式の19.91%を取得[22]。
  - 12月27日 - 薬日本堂株式会社の全株式を取得し、子会社化[23]。
- 2024年
  - 4月 - スギ薬局が株式会社ひかりファーマの全株式を取得し、子会社化[24]。
  - 9月2日 - 関西を中心に阪神調剤薬局を展開するI&H株式会社の66.72%を取得し、子会社化[25]。
- 2025年
  - 3月1日 - スギ薬局がI&H株式会社を吸収合併[26]。
  - 3月27日 - スギ薬局グループが国連グローバル・コンパクトの参加企業として登録。併せてグローバル・コンパクト・ネットワーク・ジャパンに加入[27]。
  - 5月21日 - スギPayのサービスを開始[28]。
  - 9月30日 - 株式会社セキ薬品の全株式のうち34.8%を取得し、持分法適用関連会社化（予定）。なお、5年後をめどに、連結子会社とする方針である[29]。

## 歴代社長
スギ薬局社長
- 杉浦広一：1982年 - 2009年
- 米田幸正：2009年 - 2011年
- 榊原栄一：2011年 - 2016年
- 杉浦克典：2016年 -

スギホールディングス社長
- 杉浦広一：2008年 - 2009年
- 米田幸正：2009年 - 2010年
- 桝田直：2011年 - 2017年
- 榊原栄一：2017年 - 2021年
- 杉浦克典：2021年 - 現職

## 所在地

### 物流センター
- 日進 - 愛知県日進市。スギ薬局として初めての物流拠点として1997年7月より稼動。
- 中部ロジスティクスセンター - 愛知県春日井市。2005年7月より本稼動。通称：SLC中部であったが2016年の物流センター移転に伴い役割を終えている。
- 愛知西 - 愛知県愛西市。

### その他
- スギグループ東京商品本部 - 東京都中央区東日本橋三丁目7番14号 サクセス東日本橋ビル（このビルには薬事研修センターも入居）
- 薬事研修センター - 名古屋校（愛知県名古屋市中区）、東京校（東京都中央区）、大阪校（大阪府大阪市阿倍野区）
  - かつては京都にも構えていたが、大阪校開設に伴い、京都校を統合する形となった。
- 地域営業事務所 - 関東（埼玉県川口市上青木店2階）、関西（大阪府大阪市新大阪宮原店2階）

## グループ会社

### 現在
- スギホールディングス株式会社 - 持株会社。2008年8月までの旧株式会社スギ薬局。
  - 株式会社スギ薬局 - 調剤併設型ドラッグストア事業（スギ薬局）を行う子会社。2008年9月1日新設。
    - 株式会社ひかりファーマ - 富山県および石川県で調剤薬局「スギひかり薬局」を運営する子会社。
    - 株式会社メディプラン - 札幌市を中心に「みらくる薬局」を運営する子会社。
    - 株式会社メディカルかるがも - 関西エリアで「かるがも薬局」等を運営する子会社。
    - 株式会社ファルマウニオン - 福岡県・大分県・熊本県で「すずらん薬局」等を運営する子会社。
    - 株式会社ことぶきビジネスサポート - 障がい者雇用推進事業を行う子会社。

  - スギメディカル株式会社 - スギメディカルグループの経営管理・運営をする子会社。2008年9月1日新設。
    - スギナーシングケア株式会社 - 訪問看護・居宅介護支援事業を行う子会社。
    - 株式会社DCPソリューション - 医院開業支援を行う子会社。2018年12月新設。
    - 株式会社MCS - 医療スタッフ特化の人材サービス事業を行う子会社。2018年9月新設。
    - 株式会社SWC - 医薬品卸売事業を行う子会社。

  - 株式会社Sトレーディング - 海外向け事業を行う子会社。2020年2月4日新設。
    - 渡辺貿易株式会社 - 海外卸売事業を行う子会社。

  - 薬日本堂株式会社 - 漢方専門薬局を運営する子会社。
  - スギウェルネス株式会社 - 保険者向け保険事業支援などを行う子会社。スギ薬局の保険者支援部門より分離独立し、2024年3月1日新設。
  - スギスマイル株式会社 - 障害者雇用の促進を目的に設立され、スギグループ内の各種業務の受託を行う。2009年6月1日に新設、2009年7月24日には障害者の雇用の促進等に関する法律に基づき特例子会社に認定された。
  - 株式会社スギファーマシステムズ - 調剤薬局向けシステムの開発・販売等を行う子会社。

### 過去
- 飯塚薬品株式会社 - ドラッグストア事業（ドラッグスギ）を行う孫会社であったが、2011年2月1日に親会社のスギ薬局に吸収合併された。2008年2月28日に、旧・飯塚薬品株式会社の会社分割で新設。
- 株式会社ドラッグイイズカ - 事業支援・物流業務委託事業を行っていたが、2010年4月23日に解散し同年7月15日に清算結了。
- 以下3社は株式譲渡によりシミックホールディングス株式会社の子会社となった。
  - スギ生物化学研究所株式会社 - 非臨床事業を行う孫会社。2008年12月1日新設。現在の株式会社シミックバイオリサーチセンター。
  - スギメディカルリサーチ株式会社 - 臨床CRO（開発業務受託機関）事業を行う孫会社。2008年12月1日新設。シミックメディカルリサーチ株式会社に改称後、2012年3月1日にシミック株式会社（持株会社化に伴って2012年1月4日にCRO事業を新設分割により設立した2代目）に吸収合併される。
  - スギメディカルサポート株式会社 - SMO（治験施設支援機関）事業を行う孫会社。2008年12月1日新設。シミックメディカルサポート株式会社に改称後、2011年9月1日に同じシミックグループのサイトサポート・インスティテュート株式会社（現：シミックヘルスケア・インスティテュート株式会社）に吸収合併される。
- 株式会社ジャパン - ディスカウントストア事業（ジャパン）を行っていた子会社。スギ薬局に事業を継承後、スギホールディングスに吸収合併。
- I&H株式会社 - 調剤薬局を運営していた子会社。2025年3月1日にスギ薬局に吸収合併。

## 店舗
店舗は愛知県など東海地方が中心だったが、2002年頃から関西地方にも店舗を増やし、2006年には埼玉県への出店を皮切りに関東地方への進出をした。2019年からは福井県への出店を皮切りに空白地域だった北陸地方への進出をはじめた。2024年2月までに北陸で100店舗の出店を目指している。
近年では「2010年1000店舗売上3500億円」を目標に掲げ、積極的なM&Aで店舗網の拡大を図っている。2006年にヤオコーから子会社のドラッグストア部門を譲り受けたのをはじめ、2007年にはディスカウントストアのジャパンや飯塚薬品を買収し、連結売上高でマツモトキヨシホールディングスに次ぎ業界2位となった。
「スギ薬局」「スギドラッグ」「ドラッグスギ」「ジャパン」の店舗ブランド名で展開している。
2017年9月1日より、愛知県豊明市の前後店で24時間営業を開始した。以降、名古屋市の東新町店や大阪市の道頓堀東店など24時間営業の店舗を増やしている。
2002年から日本テレビ系列で放送されているチャリティー番組『24時間テレビ 「愛は地球を救う」』に協賛しており、同番組の募金箱をスギ薬局グループ各店に設置している。

### 店舗数
2024年3月末時点で、1,728店舗（ジャパン、スギ訪問介護センターなどを含む）を出店。地盤の中部地方が1/3近くを占めている。最新の情報や詳細は公式サイトの 店舗をさがす を参照。
- 関東エリア - 487店舗
  - 茨城県 - 5店舗
  - 栃木県 - 7店舗
  - 群馬県 - 37店舗
  - 埼玉県 - 128店舗
  - 千葉県 - 28店舗
  - 東京都 - 216店舗
  - 神奈川県 - 66店舗
- 中部エリア - 584店舗
  - 岐阜県 - 62店舗
  - 静岡県 - 35店舗
  - 愛知県 - 420店舗
  - 三重県 - 67店舗
- 北陸・信州エリア - 56店舗
  - 富山県 - 31店舗
  - 石川県 - 29店舗
  - 福井県 - 18店舗
  - 長野県 - 6店舗
- 関西エリア - 570店舗
  - 滋賀県 - 54店舗
  - 京都府 - 65店舗
  - 大阪府 - 301店舗
  - 兵庫県 - 120店舗
  - 奈良県 - 30店舗
- 北海道・東北エリア - 3店舗
  - 北海道 - 2店舗
  - 宮城県 - 1店舗

| 鮎川店（295号店） |  | 今福鶴見店（260号店） |  | 都島毛馬店（438号店） |
| 鮎川店（295号店） |  | 今福鶴見店（260号店） |  | 都島毛馬店（438号店） |

## ポイントカードや各種電子マネーへの対応

### 現在
ポイントカードを導入しており、紙製のバーコードが印刷されたカードを作ってもらうと、購入額に応じてポイントが付与される。基本は100円（税込、以下同じ）で1ポイント、土曜日・日曜日（一部店舗は月曜日と金曜日）はポイントが2倍だが、それ以上付与されるセールが頻繁に行われる。ポイントの有効期限は10年間と長いのが特徴である（それ以降は付与日起算で年ごとにポイントが失効する）。ポイント数に応じて交換できるものは物品のほか、ANAマイレージクラブの航空マイレージにも交換可能である。なお、2008年（平成20年）6月30日までは、JALマイレージバンクとも提携していた。
店頭ではクレジットカードでの支払いも可能であり、ポイントカードと兼用のスギカードという提携クレジットカードを発行している（JCBブランドはJCBが、VisaおよびMastercardブランドはNICOSが発行）。このスギカードでは、ポイントが常に100円あたり1ポイント増しで付与される。
2018年（平成30年）3月5日より、全国交通系ICカード、QUICPay、楽天Edy、ID、nanaco、同年7月より、WAONの各種電子マネーが全店舗で使えるようになった（それ以前でも、一部店舗では種類を絞って導入していた）。
また、2019年（平成31年）4月8日より、バーコード決済式の電子マネーの、Alipay、WeChatPayが同年（令和元年）5月20日からは同じくバーコード決済式の電子マネー、d払い、au Pay、LINE Pay、PayPay、楽天Payの各バーコード決済式の電子マネーが一部の店舗を除いて、使えるようになった。
ただし、交通系ICカードのPiTaPaは対応しておらず、使用不可である。また、各種電子マネーのチャージは対応していないため、事前にチャージ可能な店などで済ませておく必要がある。なお、ポイントカードとの併用は可能である。

### 過去
環境保護の観点からレジ袋の削減にも取り組んでおり、精算時に断ると2ポイントが付与された（名古屋市内の店舗では、ポイントの代わりにエコクーぴょん1ポイント、豊田市内の店舗では、ポイントの代わりにエコシール1枚、岡崎市内の店舗では、ポイントの代わりにエコシール1枚 を受け取ることもできた）ほか、店舗によっては支払い金額を1円引いていたが、2018年3月現在ではほとんどの店舗で廃止となっている。

## 広報活動
TBSテレビ『がっちりマンデー!!』2014年5月4日放送分で当社の特集が組まれ、杉浦広一 代表取締役会長・杉浦昭子 代表取締役副社長 夫妻がスタジオ出演した。
イメージキャラクターに、ちびまる子ちゃんを起用している。店内放送では、まる子役のTARAKOによるキャンペーン告知も行っている。

### CM
ナレーションは上田定行他が担当している。
愛・地球博開催時にはタイアップ企画として世界中の色々な地方の健康法を紹介しつつ「日本ではスギ薬局」というオチのものもオンエアしていた。
TVCMでは店舗のトレードマークである赤い看板が色々な形に変わったりなどユニークな内容の作品が多い為か、そのようなCMの場合は、フィクション性のあるドラマ放映の際に表示される注意書きのような断りが画面隅に表示されることもある。
東海地方の民放局で放送されるラジオCMでは、ユニークなストーリー仕立ての広告を行うことで有名である。

## 不祥事

### 役員による資金不正流用
2008年7月16日、会社の経理業務全般を総括する元取締役経理部長が私的な商品先物取引の損失を穴埋めするために会社資金を2001年7月ごろから2008年6月まで流用していたことを発表した。これにより被害額の約4億3000万円を特別損失として計上した。

### 新型コロナウイルスワクチン接種に関する便宜供与問題
創業者でスギホールディングス会長の杉浦広一とその妻で相談役である杉浦昭子に対し、居住地である愛知県西尾市での高齢者への新型コロナウイルスのワクチン接種に際し、同社が予約枠を優先的に確保するよう市に依頼していた事が、2021年5月11日付の中日新聞の独自取材で判明した。記事及び報道を受けての西尾市の謝罪会見によれば、同年4月中旬ごろから市の担当部署に対し要請があり、当初は担当者が断っていたものの、圧力ともとれる10回以上に渡る再三の強い要請があったため、最終的に副市長が担当部署に優先的に確保するよう指示していた。指摘を受け市は謝罪会見を開き予約枠を取り消した。
スギホールディングス側は当初、市への問合せの事実は認めたものの、便宜を図ってもらう依頼はしていないと報道内容を否定していた が、その後同社公式サイトで謝罪のコメントを発表、その中で昭子相談役が過去に肺がんで手術をしたことから、秘書がその状況を慮って西尾市役所に問い合わせをしたことが発端となった、と経緯を説明、その一方で広一会長は過去にアナフィラキシーショックを経験したこともありワクチン接種を希望していない旨も公表している。ただし、秘書から「会長の意向が強い。接種を楽しみにしている」 との発言があったことや、予約が取り消された際に夫婦で接種会場に向かっている最中であったこと など、スギホールディングス側と西尾市側の主張に食い違いが発生している。

### 店舗に対する暖房禁止令
冷暖房の使用に対して厳しい社風があり、冬にあたる2022年12月も節電を理由に各店舗に対して暖房を禁止していたことが週刊文春で報じられた。

### 免税販売を巡る追徴課税
2024年9月、名古屋国税局から2023年2月期までの5年間で消費税約7億円の申告漏れを指摘されていたことが報じられた。一部の店舗において、免税販売の対象にならない外国人に対して、医薬品や化粧品を免税で販売するなどの不適切な取引を行っていたとしている。

## テレビ番組
- 日経スペシャル カンブリア宮殿 高齢化時代を迎え撃て！ 地域の健康を守るドラッグストア（2011年11月3日、テレビ東京）[46]